# Джарделли, Алессандро
Алессандро Джарделли (итал. Alessandro Giardelli, род. 5 октября 2002, Сериате) — итальянский профессиональный автогонщик. Считается одним из величайших молодых автогонщиков Италии.

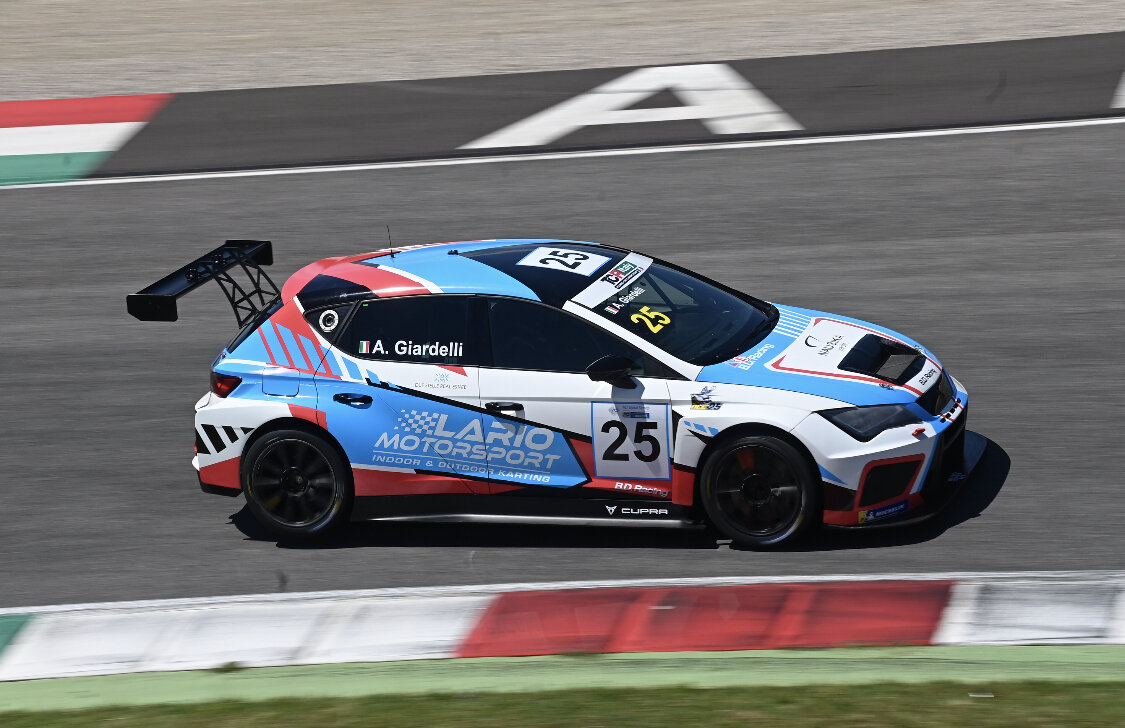
Автомобиль Джарделли во время гонки на трассе Муджелло

## Результаты гонок
| Сезон   | серии                                        | команда      | раса | победа | очень | F / круг | Подиум | точка        | позиция |
| ------- | -------------------------------------------- | ------------ | ---- | ------ | ----- | -------- | ------ | ------------ | ------- |
| 2020 г. | Чемпионат Италии по кузовным гонкам 2020 TCR | BD Racing    | 4    | 1      | 1     | 2        | 2      | двадцать два | 14-е    |
| 2020 г. | Чемпионат Италии по кузовным гонкам 2020 TCR | ММ автоспорт | 2    | 0      | 0     | 0        | 0      | двадцать два | 14-е    |
| 2020 г. | 2020 Coppa Italia turismo                    | BD Racing    | 2    | 0      | 0     | 0        | 2      | 0            | NC †    |